# دانشگاه فری بروکسل
دانشگاه فری بروکسل (به فلامان:Vrije Universiteit Brussel (VUB)) یک دانشگاه تحقیقاتی خصوصی هلندی‌زبان در شهر بروکسل کشور بلژیک است. این دانشگاه در سال ۱۸۳۴ پایه‌گذاری شده و دارای دو پردیس به نام ایکسِل و یِته است. این دانشگاه شامل ۸ دانشکده می‌باشد و مأموریت این دانشکده‌ها آموزش، تحقیق و خدمات به جامعه است. دانشکده‌ها طیف گسترده‌ای از زمینه‌های علمی را که شامل علوم طبیعی، کلاسیک، علوم زیستی، علوم اجتماعی، علوم انسانی و مهندسی می‌باشد را ارائه می‌دهند. این دانشگاه در سال ۲۰۱۹، تعداد ۱۰۸۱۵ دانشجو دارد که از این میان ۴۸ درصد آن را دانشجویان کارشناسی و ۵۲ در صد را دانشجویان تحصیلات تکمیلی تشکیل می‌دهند. این دانشگاه در زمینه تحقیقات بسیار قوی می‌باشد به طوریکه در میان دانشگاه‌های برتر تحقیقاتی در سال ۲۰۱۹ رتبه ۱۸۸ را از آن خود کرده‌است. مقالات پژوهشی این دانشگاه به‌طور متوسط بیش از مقالاتی است که توسط هر دانشگاه دیگری در فلاندر منتشر شده‌است.

## دانشکده
دانشکده‌های دانشگاه آزاد بروکسل عبارتند از:
- دانشکده حقوق و جرم‌شناسی
- دانشکده علوم اجتماعی و مدرسه کسب و کار سلوای
- دانشکده روانشناسی و علوم آموزش
- دانشکده علوم و مهندسی محیط زیست
- دانشکده پزشکی و داروسازی
- دانشکده هنر و فلسفه
- دانشکده مهندسی
- دانشکده تربیت بدنی و فیزیوتراپی

## پردیس‌ها

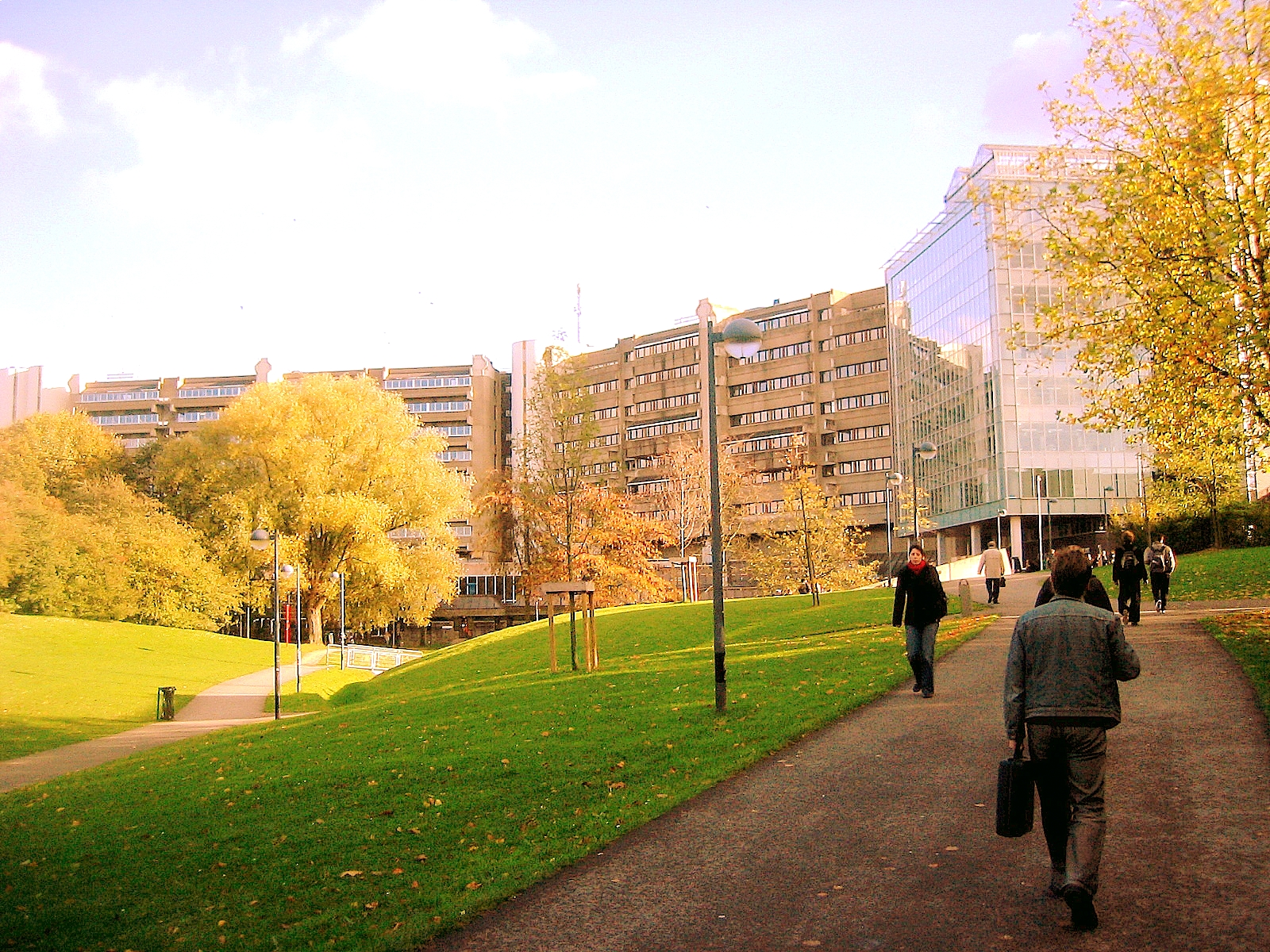
نمایی از دانشگاه آزاد بروکسل

اکثر دانشکده‌ها در پردیس Etterbeek واقع شده‌اند. این پردیس دارای تعداد زیادی آزمایشگاه و تالار کنفرانس می‌باشد. علاوه بر این این پردیس مجهز به یک مرکز ورزشی مدرن، زمین فوتبال و استخر شنا، رستوران، کافه و… می‌باشد. پردیس دانشگاه در یته (Jette) نیز یک پردیس جامع است. بیمارستان دانشگاه در همسایگی این پردیس قراردارد و همه دوره‌ها و تحقیقات در پزشکی، داروسازی، دندانپزشکی، علوم زیست پزشکی و پیرا پزشکی در این پردیس انجام می‌شود. پردیس کَی (Kaai) در سال ۲۰۱۳ در آندرلشت تأسیس شد و دانشکده مهندسی و آزمایشگاه‌های صنعتی این دانشگاه در این پردیس واقع شده‌اند.

## رتبه‌بندی
در رتبه‌بندی مؤسسه QS در سال ۲۰۲۰ دانشگاه آزاد بروکسل در رتبه ۱۹۵برترین دانشگاه‌های جهان و چهارم بلژیک قرار دارد. در رتبه‌بندی برترین دانشگاه‌های جهان در سال ۲۰۲۰ که توسط مؤسسه عالی تایمز صورت گرفته این دانشگاه در رده ۲۵۰–۲۰۱ دانشگاه‌های جهان قرار گرفته‌است.